# كليف غرين
كليف غرين (بالإنجليزية: Cliff Green)‏ هو كاتب سيناريو أسترالي، ولد في 6 ديسمبر 1934 في ملبورن في أستراليا.

## وصلات خارجية
- كليف غرين على موقع IMDb (الإنجليزية)
- كليف غرين على موقع ألو سيني (الفرنسية)
- كليف غرين على موقع قاعدة بيانات الأفلام السويدية (السويدية)
- كليف غرين على موقع قاعدة بيانات الفيلم (الإنجليزية)
- كليف غرين على موقع كينوبويسك (الروسية)